# Урицька сільська рада
Урицька сільська рада (біл. Урыцкі сельсавет) — адміністративна одиниця на території Гомельського району Гомельської області Білорусі.

## Історія
Волковицькокрупецька сільська Рада з центром в селі Волковицький Крупець була утворена в 1919 році. У 1925 році центр був перейменований в Урицьке разом з перейменуванням самої сільради.26 вересня 2006 року в склад сільради включені населені пункти скасованої Старобелицької сільради.

## Склад
Урицька сільрада охоплює 10 населених пунктів:
- Олександрівка — селище;
- Олексіївка — селище;
- Борок — селище;
- Галіївка — село;
- Залип'я — село;
- Зелені Луки — село;
- Червоний Маяк — селище;
- Острови — село;
- Стара Белиця — село;
- Урицьке — агромістечко.